# Open GDF SUEZ de Marseille
L'Open GDF SUEZ de Marseille è un torneo di tennis che si gioca a Marsiglia in Francia. Fa parte dell'ITF Women's Circuit dal 1996 e si gioca su campi in terra rossa.

## Albo d'oro

### Singolare
| Anno                | Campionessa                | Finalista               | Punteggio        |
| ------------------- | -------------------------- | ----------------------- | ---------------- |
| 2013                | Andrea Petković            | Anabel Medina Garrigues | 6–4, 6–2         |
| 2012                | Lourdes Domínguez Lino     | Pauline Parmentier      | 6–3, 6–3         |
| 2011                | Pauline Parmentier         | Irina-Camelia Begu      | 6–3, 6–2         |
| ↑ ITF 100K event ↑  |                            |                         |                  |
| 2010                | Klára Zakopalová           | Johanna Larsson         | 6–3, 6–3         |
| 2009                | Ioana Raluca Olaru         | Maša Zec-Peškirič       | 6(4)–7, 7–5, 6–4 |
| ↑ ITF 100K+H ↑      |                            |                         |                  |
| 2008                | Kirsten Flipkens           | Stéphanie Foretz Gacon  | 7–6(4), 6–2      |
| ↑ ITF 75K+H event ↑ |                            |                         |                  |
| 2007                | Jorgelina Cravero          | Stéphanie Cohen-Aloro   | 6–2, 6–4         |
| ↑ ITF 50K ↑         |                            |                         |                  |
| 2006                | Ekaterina Byčkova          | Séverine Brémond        | 6–1, 6–2         |
| 2005                | Conchita Martínez Granados | Marie-Ève Pelletier     | 6–1, 6–1         |
| ↑ ITF 50K+H event ↑ |                            |                         |                  |
| 2004                | Anabel Medina Garrigues    | Ľubomíra Kurhajcová     | 5–7, 6–3, 6–3    |
| 2003                | Arantxa Parra Santonja     | Claudine Schaul         | 6–2, 6–1         |
| 2002                | Conchita Martínez Granados | Émilie Loit             | 6–2, 3–6, 7–5    |
| 2001                | Klára Koukalová            | Karina Habšudová        | 6–4, 4–6, 7–6(3) |
| 2000                | Ángeles Montolio           | Anabel Medina Garrigues | 6–2, 6(4)–7, 6–4 |
| 1999                | Ángeles Montolio           | Cristina Torrens Valero | 6–4, 7–5         |
| 1997                | Amélie Cocheteux           | Mirjana Lučić           | 4–6, 7–5, 6–4    |
| ↑ ITF 50K ↑         |                            |                         |                  |
| 1996                | Sofie Albinus              | Emanuela Sangiorgi      | 6–0, 6–2         |
| ↑ ITF 10K event ↑   |                            |                         |                  |

### Doppio
| Anno                 | Campionesse                                            | Finaliste                                    | Punteggio           |
| -------------------- | ------------------------------------------------------ | -------------------------------------------- | ------------------- |
| 2013                 | Sandra Klemenschits Andreja Klepač                     | Asia Muhammad Allie Will                     | 1–6, 6–4, [10–5]    |
| 2012                 | Séverine Beltrame Laura Thorpe                         | Kristina Barrois Ol'ga Savčuk                | 6–1, 6–4            |
| 2011                 | Irina-Camelia Begu Nina Bratčikova                     | Laura Ioana Andrei Mădălina Gojnea           | 6–2, 6–2            |
| ↑ ITF 100K event ↑   |                                                        |                                              |                     |
| 2010                 | Johanna Larsson Yvonne Meusburger                      | Stéphanie Cohen-Aloro Aurélie Védy           | 6–4, 6–2            |
| 2009                 | Tathiana Garbin María Emilia Salerni                   | Timea Bacsinszky Elena Bovina                | 6(4)–7, 6–3, [10–7] |
| ↑ ITF 100K+H event ↑ |                                                        |                                              |                     |
| 2008                 | Agnes Szatmari Aurélie Védy                            | Viktorija Kutuzova Anna Lapuščenkova         | 6–4, 6–3            |
| ↑ ITF 75K+H event ↑  |                                                        |                                              |                     |
| 2007                 | Ksenija Milevskaja Roxane Vaisemberg                   | Salome Llaguno Nadege Vergos                 | 6–2, 6–1            |
| ↑ ITF 50K event ↑    |                                                        |                                              |                     |
| 2006                 | Conchita Martínez Granados María José Martínez Sánchez | Séverine Brémond Stéphanie Cohen-Aloro       | 7–5, 6–4            |
| 2005                 | Līga Dekmeijere Caroline Dhenin                        | Maria Fernanda Alves Marie-Ève Pelletier     | 6–2, 1–6, 6–2       |
| ↑ ITF 50K+H event ↑  |                                                        |                                              |                     |
| 2004                 | Shahar Peer Elena Vesnina                              | Kildine Chevalier Conchita Martínez Granados | 6–1, 6–1            |
| 2003                 | Juliana Fedak Galina Fokina                            | Andreea Ehritt-Vanc Renata Voráčová          | 6–4, 6(3)–7, 6–3    |
| 2002                 | Lourdes Domínguez Lino Conchita Martínez Granados      | Vanessa Henke Sandra Klösel                  | 7–5, 4–6, 6–0       |
| 2001                 | Leanne Baker Manisha Malhotra                          | Caroline Dhenin Maja Palaveršić Coopersmith  | 7–6(5), 6–2         |
| 2000                 | Alice Canepa Mariana Díaz Oliva                        | Svetlana Krivencheva Anna Bieleń-Żarska      | 6–2, 6–3            |
| 1999                 | Gisela Riera-Roura Raluca Sandu                        | Eva Martincová Lenka Němečková               | 6–4, 7–6            |
| 1997                 | Katalin Marosi Verónica Stele                          | Caroline Dhenin Nino Louarsabišvili          | 6–2, 4–6, 6–1       |
| ↑ ITF 50K event ↑    |                                                        |                                              |                     |
| 1996                 | Sofie Albinus Karin Ptaszek                            | Alice Canepa Debby Haak                      | 5–7, 7–5, 6–4       |
| ↑ ITF 10K event ↑    |                                                        |                                              |                     |